# Österrike i olympiska sommarspelen 1952
Österrike deltog med 112 deltagare vid de olympiska sommarspelen 1952 i Helsingfors. Totalt vann de en silvermedalj och en bronsmedalj.

## Medaljer

### Silver
- Gertrude Liebhart - Kanotsport, K-1 500 meter.

### Brons
- Max Raub och Herbert Wiedermann - Kanotsport, K-2 1000 meter.